# Dominique Ouattara
Dominique Claudine Ouattara, rozená Nouvian (* 16. prosince 1953, Constantine, Francouzské Alžírsko) je manželka prezidenta Alassaneho Ouattary a první dáma Pobřeží slonoviny.

## Vzdělání a kariéra
Dominique Claudine Nouvian se narodila dne 16. prosince 1953 ve městě Constantine ve Francouzském Alžírsku a je francouzskou občankou. Je katolického vyznání. Zvěsti o svém židovském či muslimském původu odmítá. Středoškolský diplom získala na Štrasburské akademii, kterou dokončila v roce 1973 a v roce 1975 promovala na Univerzitě Paříž X v oboru jazyků s vedlejším oborem ekonomie. V roce 1987 získala diplom v oboru správy nemovitostí na La Fédération Nationale de l'Immobilier (FNAIM) v Paříži.
Po škole se stala podnikatelkou specializující se na nemovitosti. Od roku 1979 působila jako generální ředitelka AICI International Group. V roce 1993 založila společnost pro správu nemovitostí Malesherbes Gestion. V roce 1996 byla jmenována generální ředitelkou francouzského řetězce péče o vlasy EJD Inc.
Po zvolení svého manžela prezidentem Pobřeží slonoviny a v souladu se sliby, které učinil během své volební kampaně, rezignovala ze všech svých pracovních pozic. Franšízu US Dessange prodala společnosti Dessagne Paris Group a zaměřila se na svou roli první dámy země a na Nadaci děti Afriky.

## Osobní život
Dominique Ouattara se přestěhovala do Pobřeží slonoviny v roce 1975 se svým prvním manželem Jeanem Follorouxem, který působil jako profesor na Lycée Technique v Abidžanu. Pár se sezdal v roce 1974 a měli spolu dvě děti. V roce 1984 Jean Folloroux zemřel. Dne 24. srpna 1991 se provdala za Alassaneho Ouattaru za přítomnosti rodinných přátel, mezi nimiž byli i Martin Bouygues a Jean-Christophe Mitterrand. V roce 2000 se ji pokusili unést dva uniformovaní muži. Když v roce 2002 vypukla v Pobřeží slonoviny občanská válka mezi křesťanským jihem a muslimským severem, byla zapálena jejich vila a manželé odešli na tři roky do francouzského exilu.

## Aktivismus

### Nadace děti Afriky
V roce 1980 podnikla humanitární misi do Pobřeží slonoviny a v roce 1998 založila Nadaci děti Afriky. Cílem této nadace bylo zajistit blaho dětí na africkém kontinentu. Patronkou nadace je princezna Ira von Fürstenberg. Organizace působí v jedenácti zemích Afriky, včetně Pobřeží slonoviny, Madagaskaru, Gabonu, Středoafrické republiky a Burkiny Faso. Nadace se zaměřuje zejména na čtyři oblasti, a to zdravotnictví, vzdělávání, sociální problematiku a poskytovaní dotovaných ubytovacích zařízení.
Jedním z největších projektů této nadace byla výstavba nemocnice pro matky a děti v Bingerville, ležícím 10 km východně od Abidžanu. Nemocnice má kapacitu 130 lůžek a má pomoci ženám zlepšit přístup ke zdravotní péči a snížit úmrtnost matek a dětí. Stavba nemocnice započala roku 2013 a dokončena byla v roce 2018.
Dne 7. června 2018 Dominique Ouattara slavnostně otevřela útulek pro děti v nouzi v Soubré. Stalo se tak v rámci projektu na otevření tří azylových domů ve strategických oblastech Pobřeží slonoviny (Soubré, Bouaké a Ferkéssédougo) s cílem pomoci dětem, které se staly oběťmi obchodu s lidmi, začlenit se zpět do svých rodin.

### Dětská práce
V listopadu 2011 byla jmenována vedoucí Národního výboru pro dohled nad akcemi proti obchodu s dětmi, jejich vykořisťování a práci. Úkolem výboru je monitorovat a vyhodnocovat vládní politiku s cílem eliminovat dětskou práci. Činnost výboru vedla k přijetí dvou akčních plánů (2012–2014 a 2015–2017) s cílem omezit nejhorší formy dětské práce v zemi. Třetí plán nabyl účinnosti v roce 2017 a trval do roku 2019.
V červenci 2012 Ministerstvo zahraničí Spojených států amerických vydalo svou zprávu za rok 2012 o obchodu s lidmi. Podle této zprávy patřilo Pobřeží slonoviny mez země, které plně nedodržují minimální standardy zákona o obětech obchodu s lidmi a prevenci násilí, ale které vynakládají značné úsilí na odstranění dětské práce.
Jako předsedkyně CNS uspořádala Dominique Ouattara konferenci prvních dam zemí Západní Afriky a Sahelu. Konference se zabývala problémy na které se zaměřuje Národní výbor pro dohled nad akcemi proti obchodu s dětmi, jejich vykořisťování a práci.

### Posílení postavení žen ve společnosti
V roce 2012 Dominique Ouattara založila organizaci Fond Pobřeží slonoviny pro ženy (FAFCI), který má zajišťovat financování mikroprojektů vedených ženami. Cílem fondu je usnadnit finanční postavení žen, podpořit jejich podnikání a řešit otázku nezaměstnanosti. V dubnu 2019 fond pomohl 200 000 ženám v celkové hodně příspěvku 12 miliard franků CFA.

### Další činnost
Dne 18. prosince 2014 se stala zvláštní velvyslankyní UNAIDS pro eliminaci přenosu HIV z matky na dítě a podporu pediatrické péče. Je také členkou Organizace prvních dam Afriky proti HIV/AIDS (OAFLA) a zúčastnila se jejich různých setkání. Je také členkou African Synergy Association.

## Vyznamenání
- komandér Řádu čestné legie – Francie, 2012
- velkostuha Řádu za zásluhy – Libanon, 2013[23]
- velkokříž Řádu za zásluhy – Portugalsko, 12. září 2017 – udělil prezident Marcelo Rebelo de Sousa[24][25]